# Kishajmás
Kishajmás (németül: Kleinhaimasch) község Baranya vármegyében, a Hegyháti járásban.

## Fekvése
A Zselic északkeleti részén helyezkedik el, az Orfűi-patak völgyében, Pécstől északnyugatra, Sásdtól délre, Oroszló délnyugati szomszédjában. Különálló településrésze az 1979-ig önálló Szatina, amely Kishajmástól mintegy 2 kilométerre fekszik észak-északnyugati irányban.
Kishajmás központjától az Oroszló-Szentlőrinc közti 6601-es út halad keresztül, amibe itt torkollik be a Magyarszéktől idáig húzódó 6602-es út. Szatina zsákfalunak tekinthető, csak egy alsóbbrendű, számozatlan önkormányzati úton érhető el a 6601-esről letérve. A hazai vasútvonalak közül a Budapest–Pécs-vasútvonal érinti, amelynek egy megállási pontja van itt, Szatina-Kishajmás megállóhely.

## Története
Kishajmás és környéke ősidők óta lakott hely volt, erre utal a területén talált római korból származó sírkövek, és középkori temető nyomai.
Kishajmás nevét az oklevelek csak 1542-ben említették először Hagymas néven.
A régi falu  valószínűleg a török korban elpusztulhatott, erre utalnak a falu határában fellelhető Puszta, Pusztaszentegyház, Pusztahajmás helynevek. A feltevések szerint a közeli Hagymás patak mentén állhatott az ősi falu.
A törökök elvonulása után mai helyén települt újra, s mivel először csak egy-két család lakott itt, Kishajmásnak nevezték el.
A 19. század elején néhány német család is letelepedett itt.
1979. január 1-jén hozzácsatolták a kb. 2 km-re északnyugatra elhelyezkedő Szatina községet.
A faluban az 1990-es évek előtt híres kerámiaüzem működött, amely mára megszűnt.

## Közélete

### Polgármesterei
- 1990–1994: Gyenes-Jónás Gyula (független)[9]
- 1994–1998: Nagy László (független)[10]
- 1998–2002: Nagy László (független)[11]
- 2002–2006: Balogh Angella (független)[12]
- 2006–2010: Balogh Angella (független)[13]
- 2010–2014: Balogh Angella (független)[14]
- 2014–2014: Nagy Gábor (független)[15]
- 2015–2019: Nagy László István (független)[16]
- 2019–2024: Buchwald Béla (független)[17]
- 2024– : Gyenes-Jónás Rita (független)[1]

A településen 2015. január 18-án időközi polgármester-választást kellett tartani, mert az előző év októberében megválasztott polgármester nem sokkal később lemondott posztjáról. A választáson három jelölt indult, akik közül a győztes a szavazatok több mint 80 %-ával nyerte el a tisztséget.

## Népesség
A település népességének változása:
| Lakosok száma | 204  | 190  | 187  | 175  | 167  | 159  | 172  | 182  | 174  |
|               | 2013 | 2014 | 2015 | 2018 | 2019 | 2021 | 2022 | 2023 | 2024 |

A 2011-es népszámlálás során a lakosok 87%-a magyarnak, 10,6% cigánynak, 0,5% németnek mondta magát (13% nem nyilatkozott; a kettős identitások miatt a végösszeg nagyobb lehet 100%-nál). A vallási megoszlás a következő volt: római katolikus 55,8%, református 5,8%, evangélikus 0,5%, felekezeten kívüli 13,5% (24% nem nyilatkozott).
2022-ben a lakosság 85,5%-a vallotta magát magyarnak, 7,6% cigánynak, 5,2% németnek, 0,6% ruszinnak, 0,6% horvátnak, 2,3% egyéb, nem hazai nemzetiségűnek (12,2% nem nyilatkozott; a kettős identitások miatt a végösszeg nagyobb lehet 100%-nál). Vallásuk szerint 29,7% volt római katolikus, 3,5% református, 14% felekezeten kívüli (52,9% nem válaszolt).
Szatina lakossága: 14 fő.

## Látnivalók, nevezetességek
- A Szent Kereszt felmagasztalása nevére szentelt római katolikus temploma 1906-ban épült, bejárata dél felé nyílik, tornya az épület méreteihez képest meglehetősen erőteljes, vaskos kiképzésű, amit jóval karcsúbb gúla alakú toronysisak koronáz meg. A korábban elég rossz állapotú épület a 2000-es évek második felében jelentős, a külső falak mellett a tetőzetet, a toronysisakot és a nyílászárókat is érintő felújításon ment keresztül.[21]
- Kálváriája egy igen meredek hegyoldalban létesült, stációképei a Zsolnay gyárban készült mázas kerámia alkotások. A hegy tetején álló kereszt közelében található a Remény allegorikus szobra, két varkocsos angyalszobor (mindhárom anyaga pirogránit), illetve a sírjában fekvő Krisztus szobra is.[22] A kishajmási golgota angyalszobrainak alkotója feltehetőleg Kiss György szobrászművész volt.[23] Állítólag a Zsolnay család kérésére rejtették el őket a kishajmásiak; mígnem hálából itt is hagyták, sőt köszönetképp a gyárban készítették el a 14 stáció mázas kerámiakép-sorozatát is. Teljesen azonos kiképzésű szobrok találhatók Máriakéménden és a kőbányai Szent László-templom homlokzatán, így feltehető, hogy a két vidéki településre került angyalszobrok a Kőbányára szánt szobrok másolataiként, gyártási hibás vagy próbapéldányokként készültek.[24]
- Faluházában gazdag kiállítás látható az egykori kishajmási kerámiaüzemben gyártott mázas kerámiatárgyakból.[25]
- Zselici homokkő szurdok - a község határában és környékén, az Északi-Zselic keleti részéhez tartozó területen számos homokkő-kibúvás ismert, és jó néhány kis méretű barlang, sziklafülke is található, melyek a mészkőbarlangoktól eltérően nem karsztosodó kőzetben, hanem a mállékonyabb kőzetrészek elaprózódásával alakultak ki, illetve a keletkezésükben részben emberi beavatkozás is közrejátszott. A terület egyik fő látványossága a homokkő vízmosás, ahol a csapadék- és szivárgó vizek a lazább rétegek lepusztulását követően egymás fölé rétegződött homokkő-padokon keresztül törtek maguknak utat.[26]